# Моше Лугасі
Моше Лугасі (івр. משה לוגסי, нар. 4 лютого 1991, Ізраїль) — ізраїльський футболіст, півзахисник клубу «Маккабі» (Тель-Авів). 